# Düsselbach
Düsselbach ist ein Gemeindeteil der Gemeinde Vorra im Landkreis Nürnberger Land (Mittelfranken, Bayern). Düsselbach liegt in der Gemarkung Alfalter.

## Lage
Das Dorf liegt in der Gemarkung Alfalter. Er liegt rechts der Pegnitz, 1,2 km südwestlich von Vorra und nördlich von Alfalter an der Staatsstraße 2162. Südlich mündet der Rumpelbach als rechter Nebenfluss in die Pegnitz.

## Geschichte
In einer Urkunde von 1356 findet man den Ort als „Distelbach“. Viele Jahre früher soll die Vogtei Hersbruck hier ein Lehen besessen haben, was bisher aber nicht nachgewiesen werden konnte. Das Pflegamt Hersbruck war damals für Düsselbach zuständig. Um 1500 befanden sich zwölf Anwesen am „Distelbach“, heute sind es rund 35.
Bis zur Gemeindegebietsreform war Düsselbach ein Gemeindeteil von Alfalter und wurde 1972 zusammen mit seinem Hauptort nach Vorra eingegliedert.

## Sehenswertes in der Natur

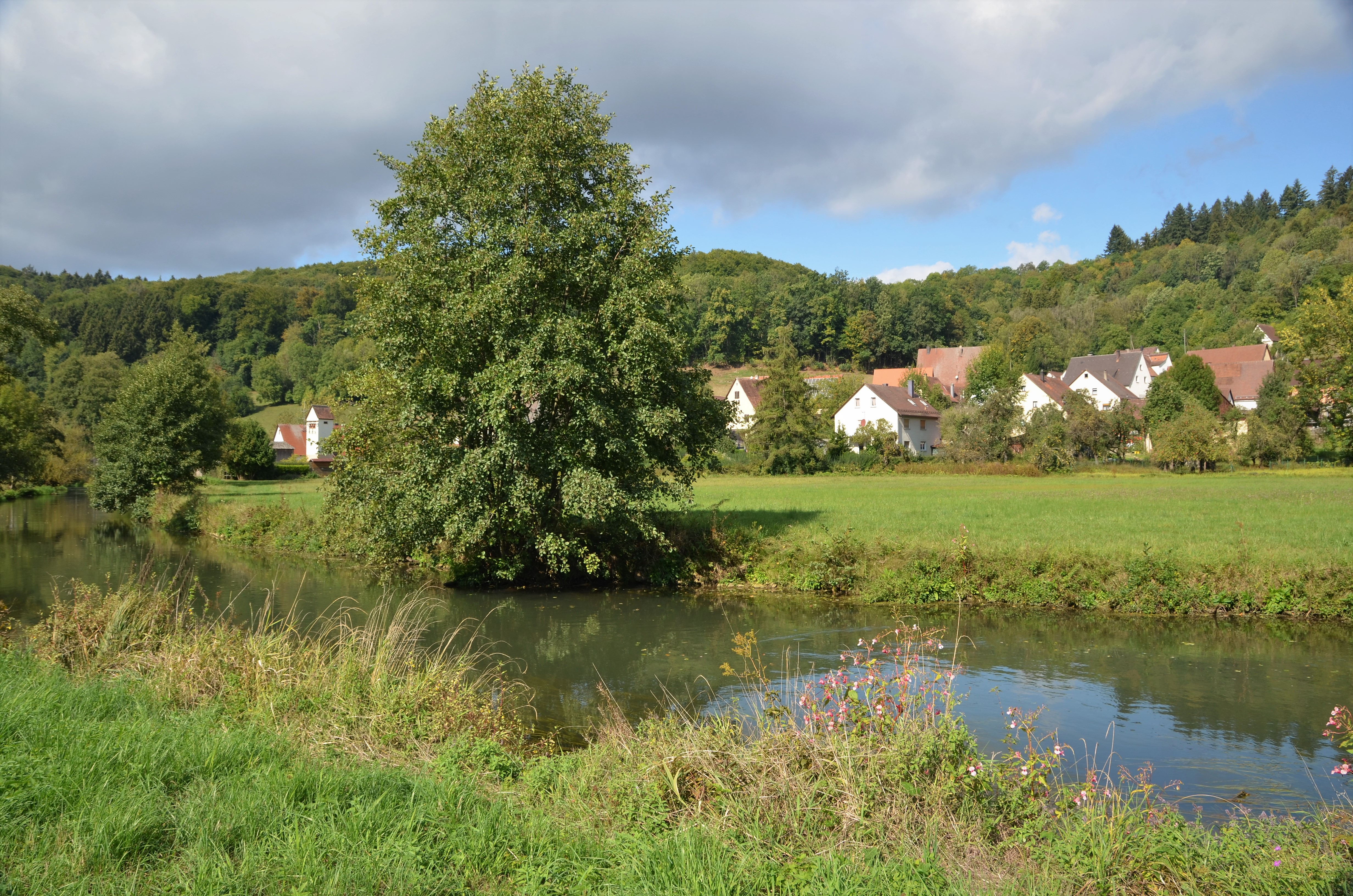
Blick auf Düsselbach mit der Pegnitz im Vordergrund

Bismarckgrotte bei Rinnenbrunn
- „Düsselbacher Wand“
- „Geiskirche“ (Naturdenkmal)
- Petershöhle bei Hartenstein
- „Steinerne Rinne“
- Schlangenfichte von Großmeinfeld
- Riffelfelsen
- Windloch bei Großmeinfeld (Höhle)